# Oriel Ynys Môn

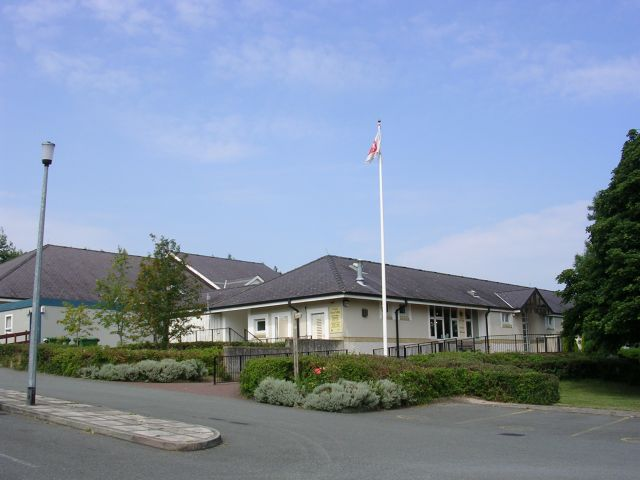
O museu Oriel Ynys Môn.

Oriel Ynys Môn é um museu e centro artístico localizado em Llangefni, Anglesey, Gales.
Um centro de duas partes, fornecendo uma visão geral da história da da ilha, cultura e ambiente. O museu tem um programa de mudança de exposições que engloba arte, artesanato, teatro, escultura e história social. Até novembro 2012, o mais importante encontrado da Idade do Ferro do País de Gales foram os objetos celtas de Llyn Cerrig Bach, tendo sido emprestados ao Museu Nacional do País de Gales para exibição.
O centro também abriga uma série de exposições permanentes, incluindo:
- a maior coleção das obras do artista local Sir Kyffin Williams;[2]
- as obras retratando animais selvagens do artista Charles Tunnicliffe.